# Paseo de la Independencia
El paseo de la Independencia, conocido también como paseo Independencia, es una de las principales vías de comunicación de la ciudad de Zaragoza (Aragón, España). Comienza en la plaza de España y termina en la plaza de Paraíso, pasando por la plaza de Aragón. Su nombre hace referencia a la Guerra de la Independencia durante la cual la ciudad sufrió varios sitios contra la invasión francesa y fue completamente destruida, implicándose la población civil profundamente en la defensa, por lo cual causó un gran recuerdo.

## Historia
Su construcción fue planeada a principios del siglo XIX pero no fue hasta la década de 1870 cuando comenzó a construirse realmente.

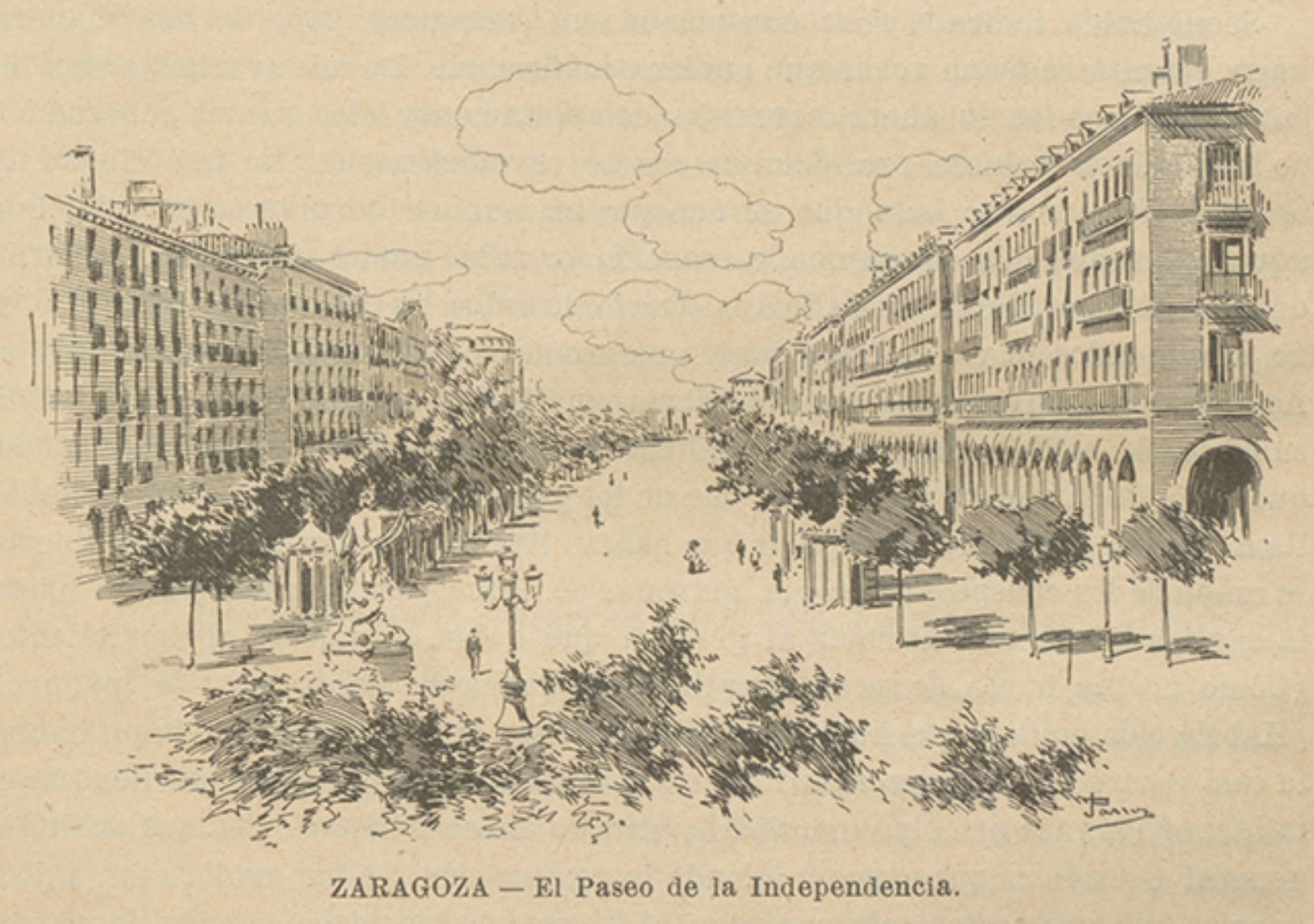
El paseo de la Independencia en Historia de España en el siglo XIX

A lo largo del siglo XX ha sufrido importantes modificaciones aunque mantiene su estructura tradicional. En el año 2002 sufrió una importante reforma que la convirtió en una vía más transitable para los ciudadanos, con el ensanche de sus aceras. Quedó nuevamente inaugurado el 20 de diciembre de 2002. En esta reforma estaba planeada la creación de un aparcamiento subterráneo, que no llegó a construirse ya que en las excavaciones se encontraron los restos del arrabal musulmán de Sinhaya, datable entre los siglos X y XII.
En julio de 2011 fue de nuevo levantado por la construcción de la fase 2 de la línea 1 del Tranvía de Zaragoza, que supuso una reducción en más de 40.000 coches al día.[cita requerida]

## Galería

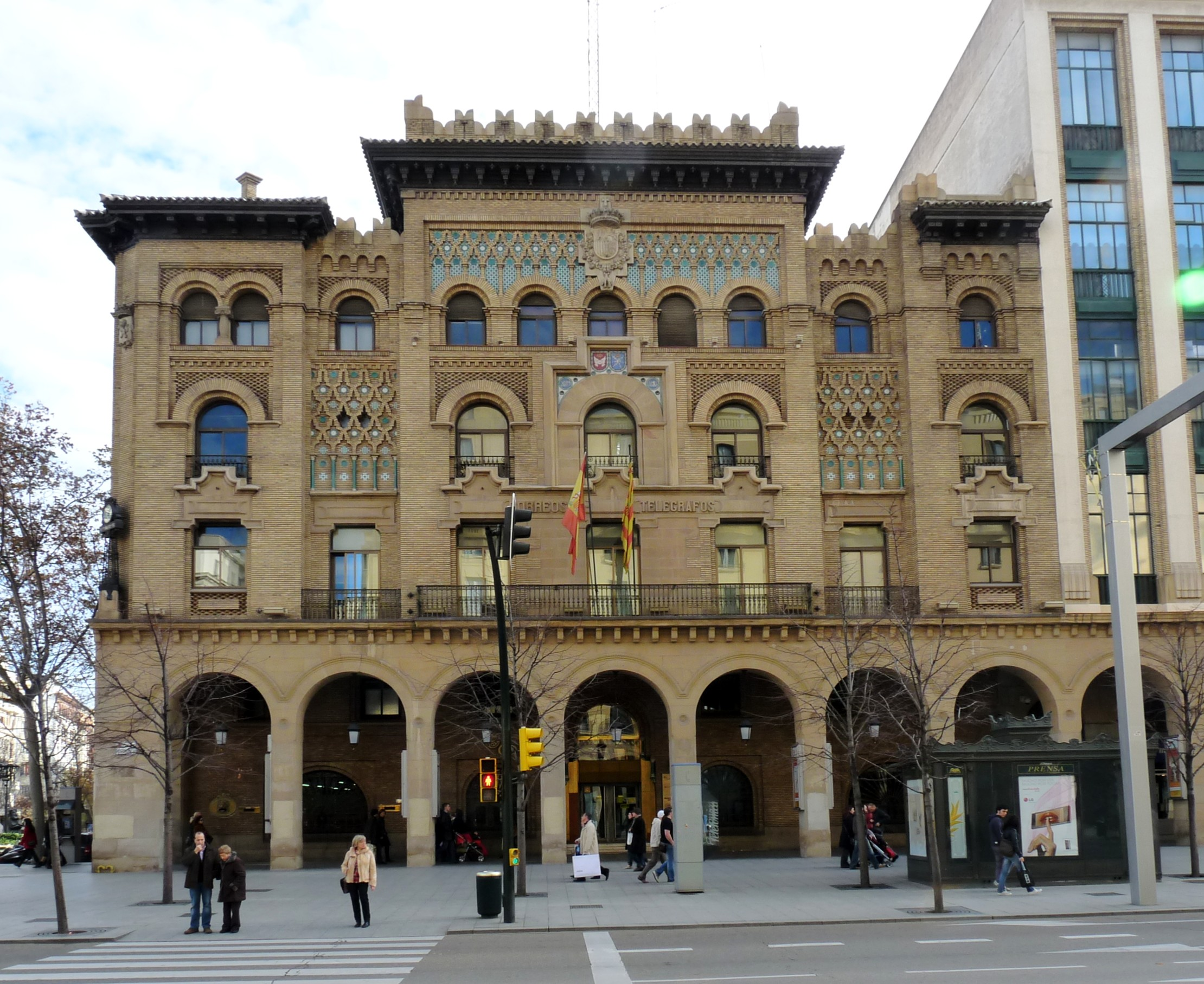
Edificio de Correos
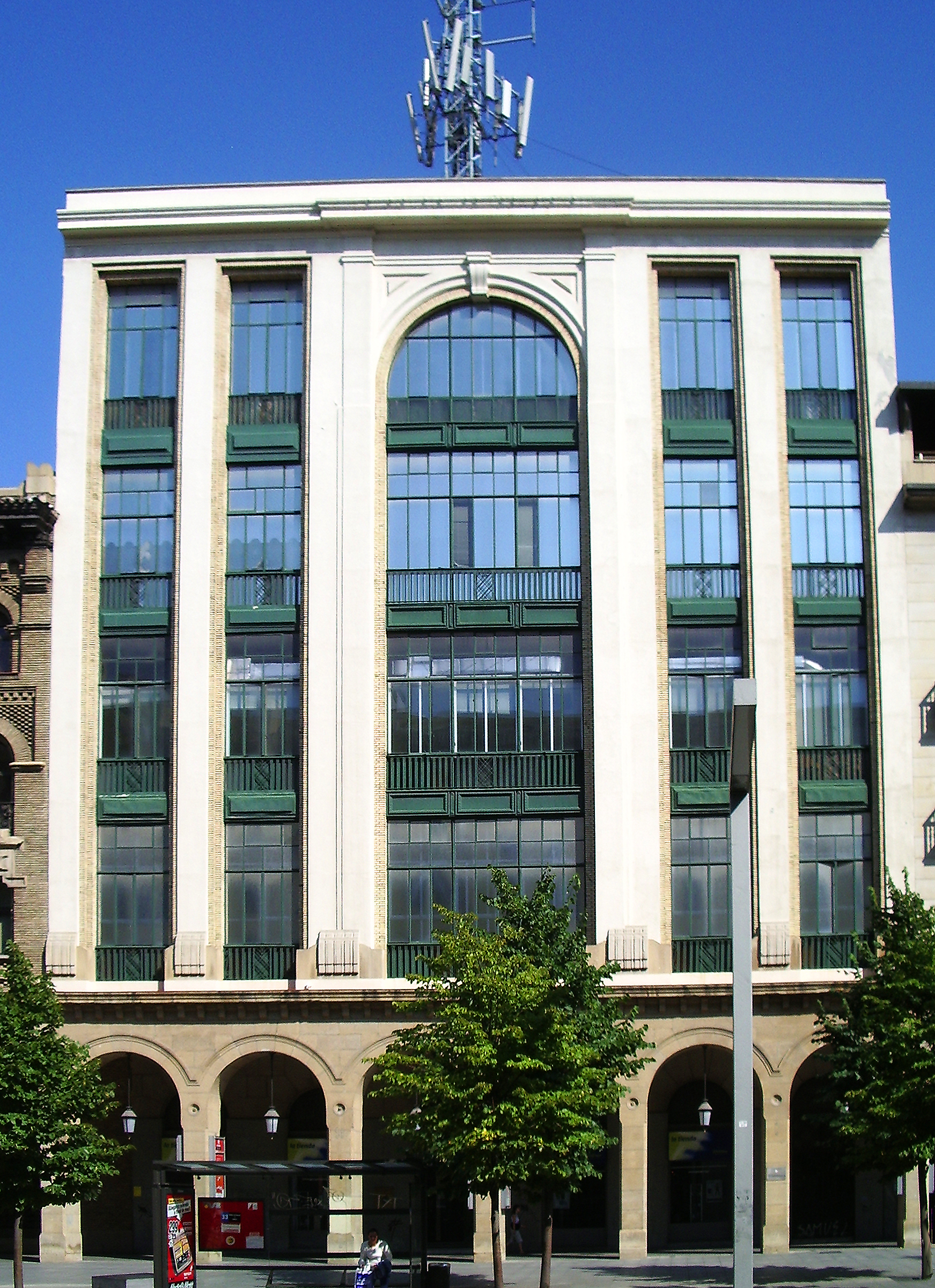
Edificio de la Telefónica
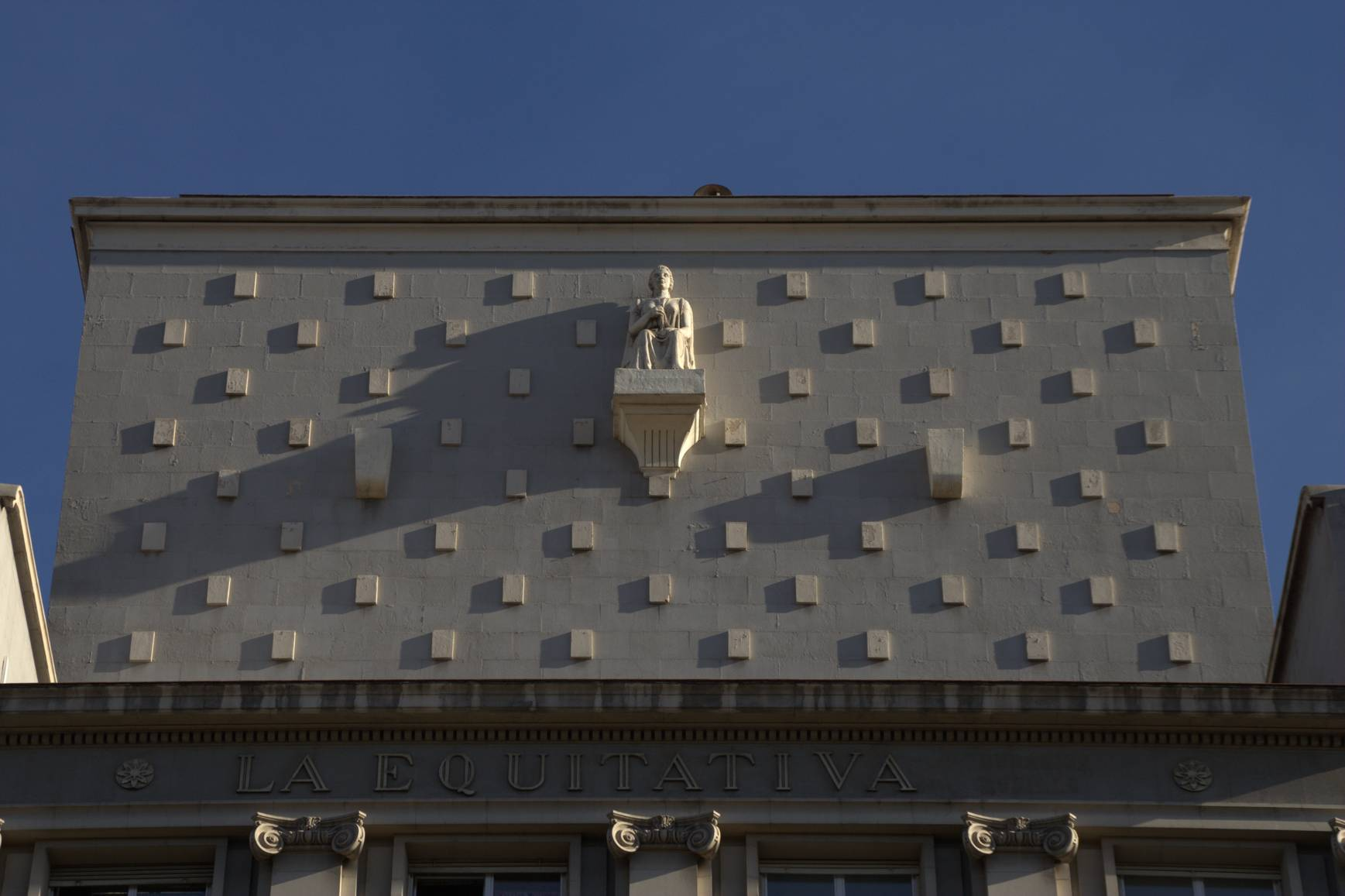
La Equitativa
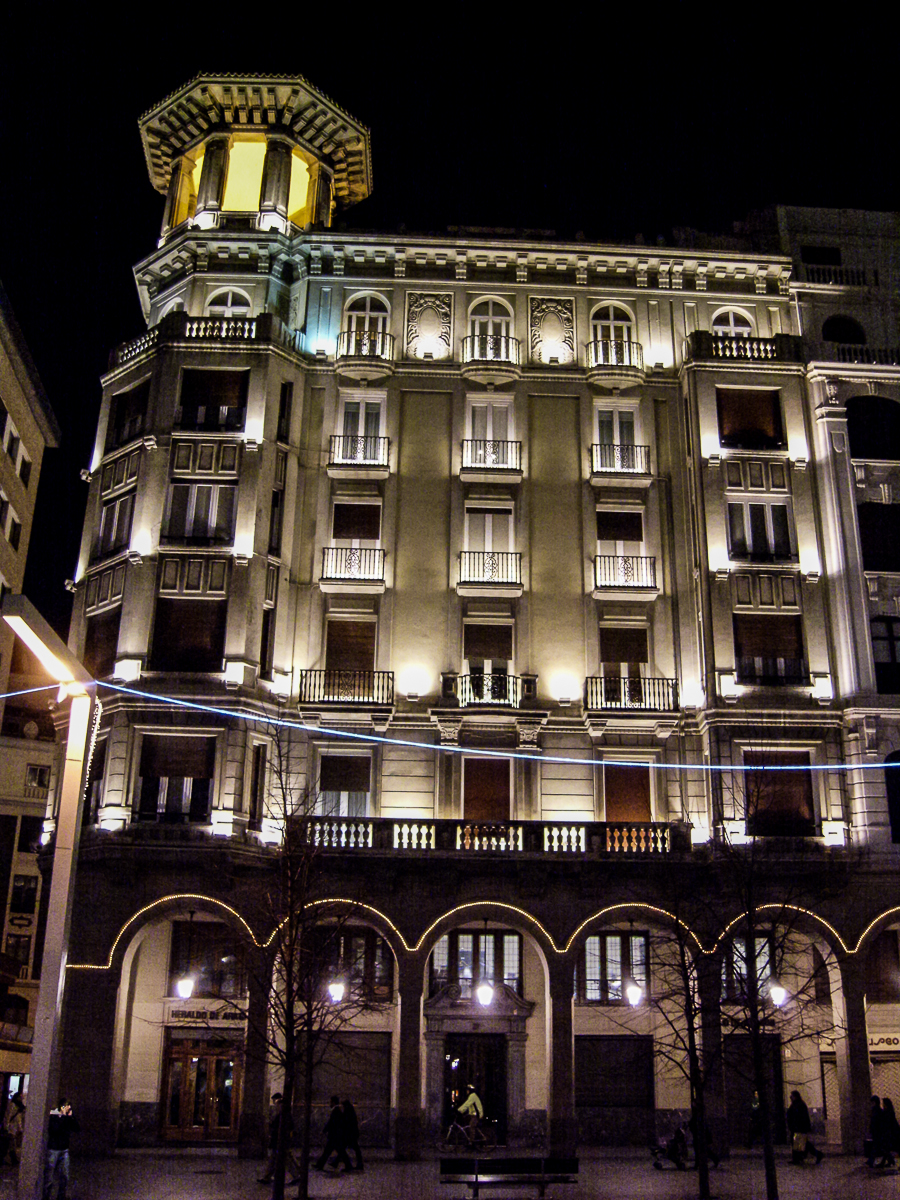
Pº Independencia, 29 sede del Heraldo de Aragón
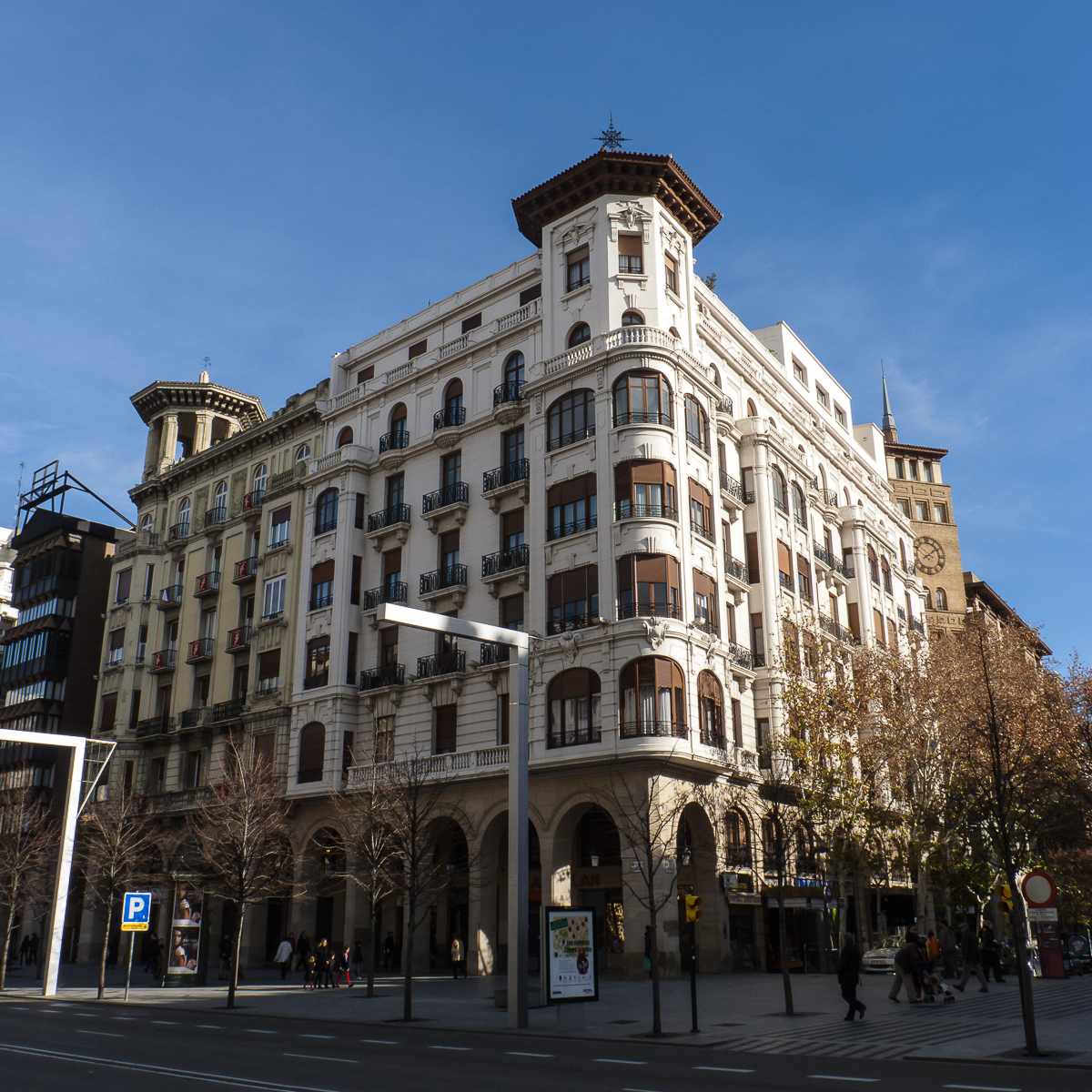
Pº Independencia, 30
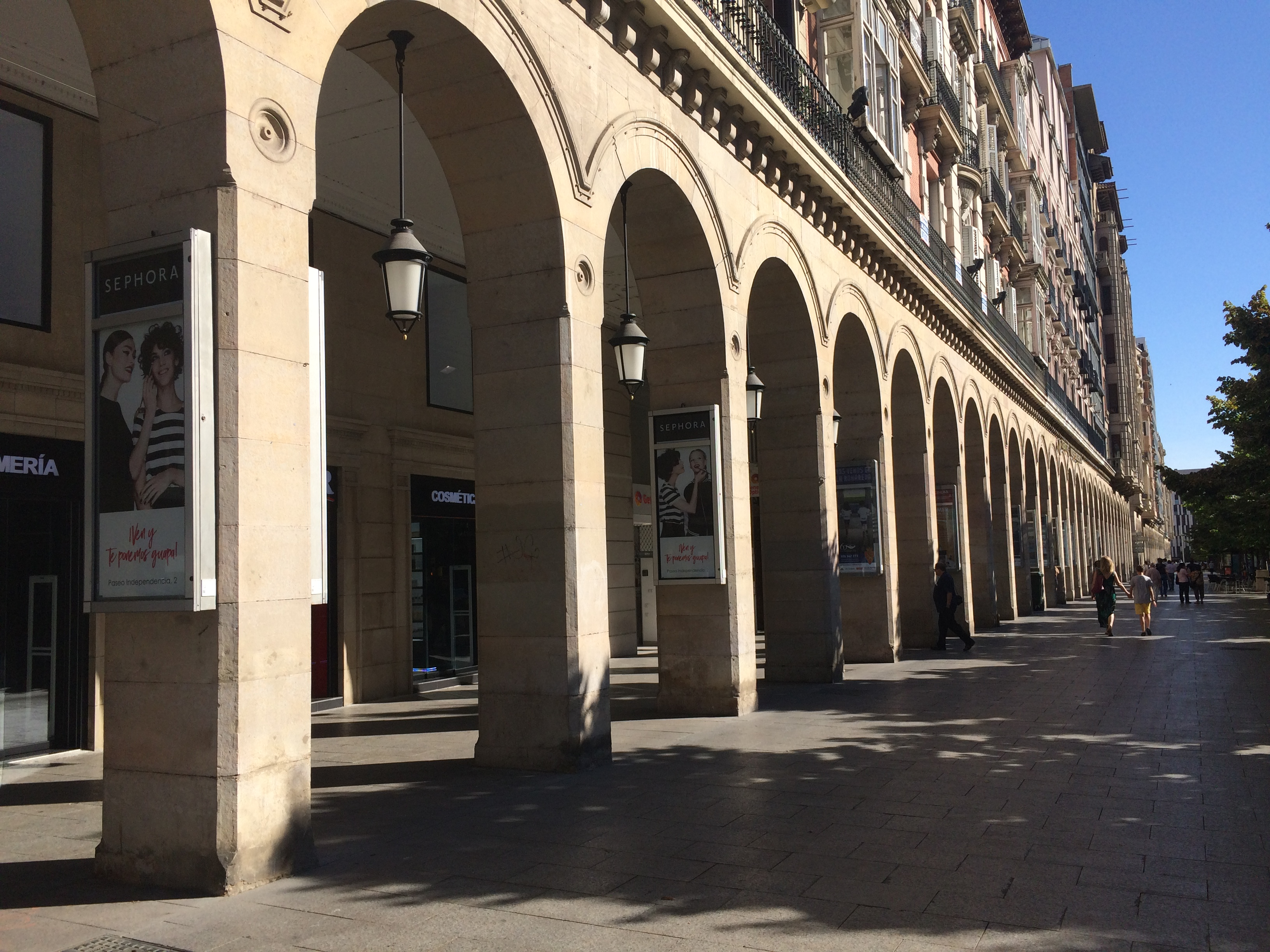
Porches del Paseo de la Independencia
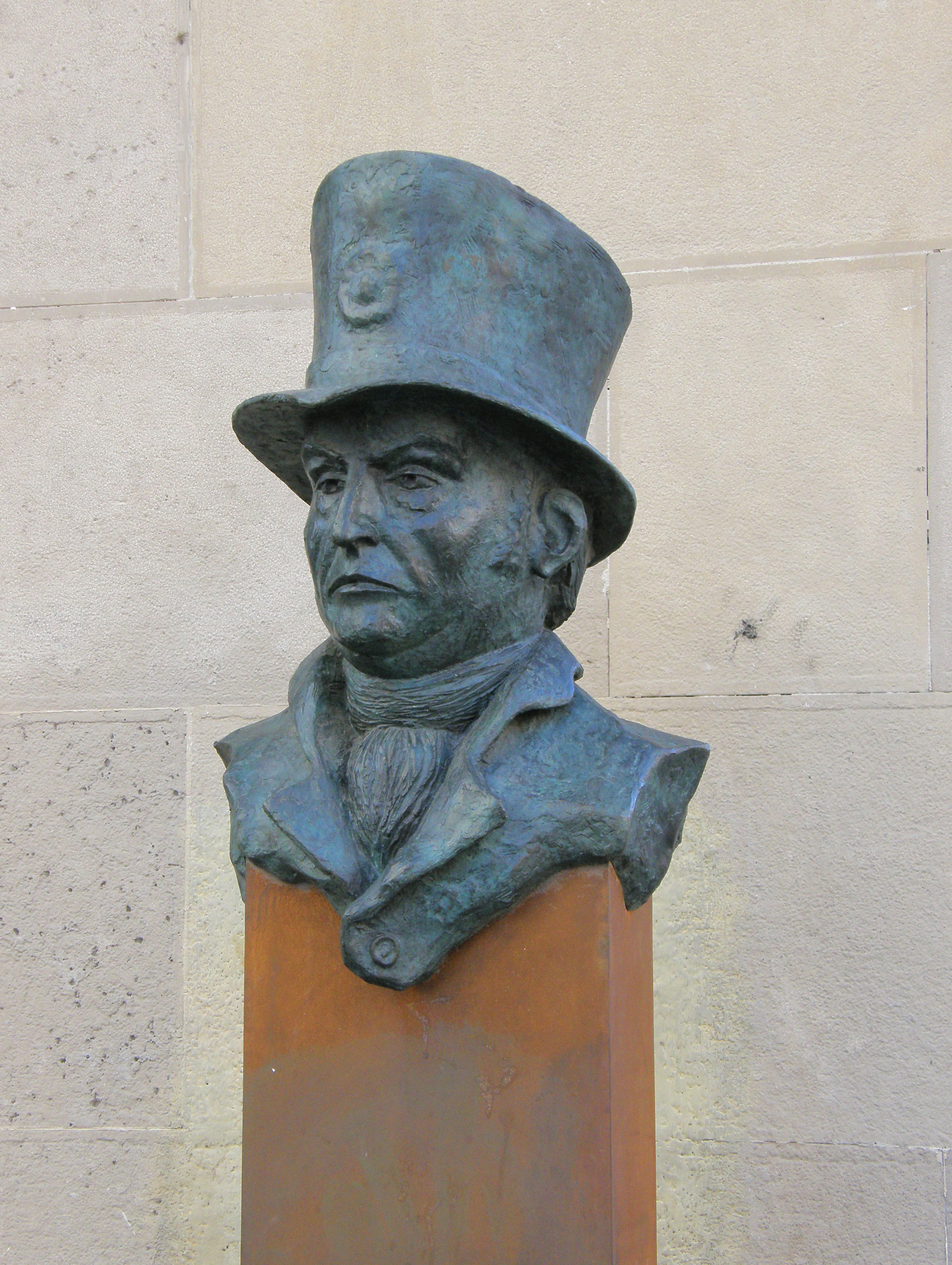
Busto de Felipe Sanclemente
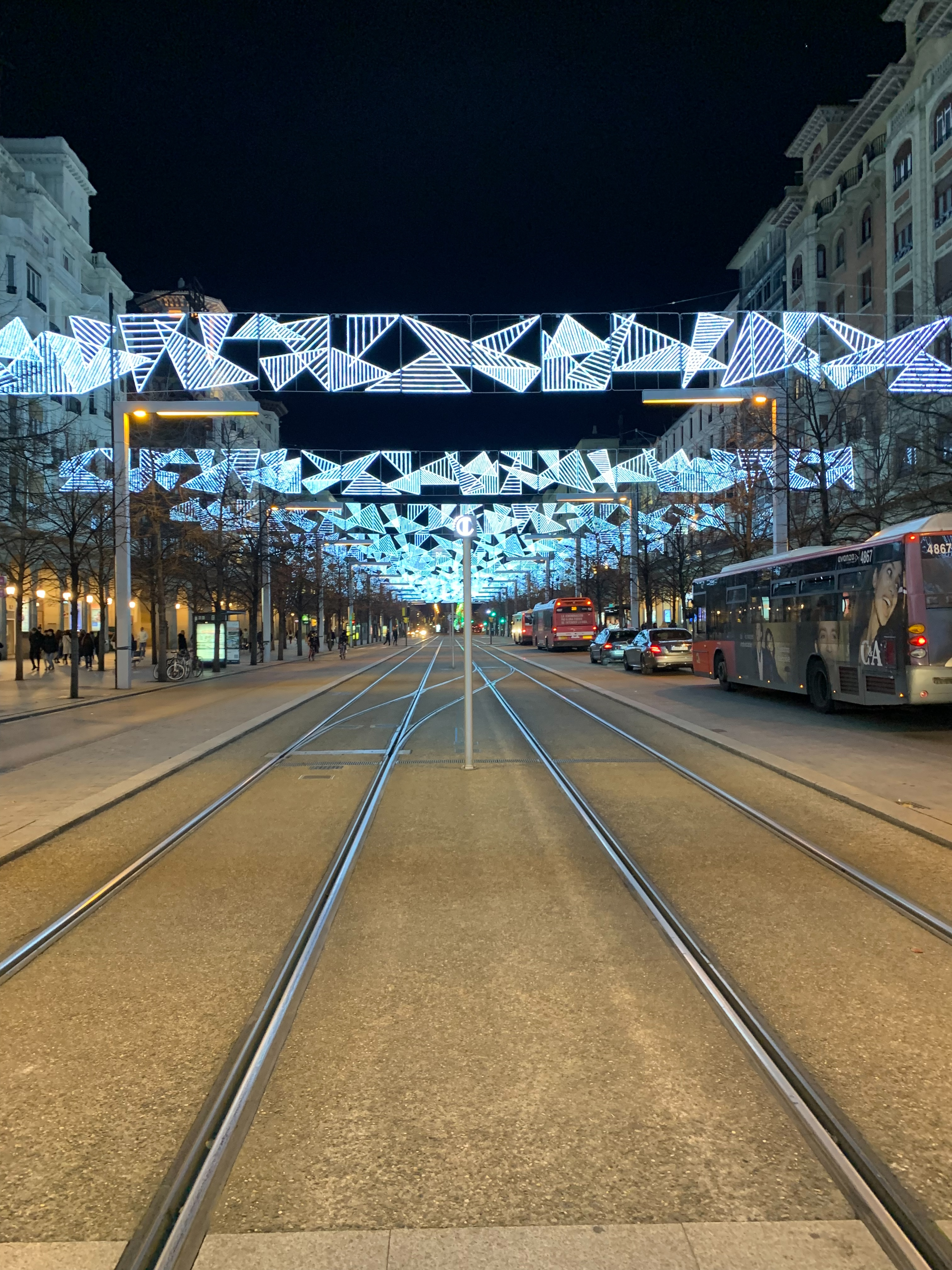
Con luces de Navidad.